# HMS Perseus (1944)
HMS Perseus – brytyjski lekki lotniskowiec floty typu Colossus. Zbudowany dla Royal Navy w czasie II wojny światowej.
Pierwotnie nosił nazwę Edgar, ale został przemianowany w 1944 roku, gdy Admiralicja zdecydowała się na przebudowanie go na okręt warsztatowy dla samolotów. Został ukończony w 1945 roku, już po zakończeniu działań wojennych. W tym samym roku odbył rejs do Australii. Po powrocie na Wyspy Brytyjskie na początku 1946 roku „Perseus” został umieszczony w rezerwie. Do czynnej służby wrócił w 1950 roku, by służyć jako jednostka testowa nowych katapult parowych. W ciągu dwóch lat wykonano ponad 1600 prób testowych. Następnie katapulty zdemontowano, a okręt został użyty jako jednostka transportowa dla samolotów, żołnierzy i ekwipunku. Ponownie przesunięty do rezerwy w 1954 roku, został sprzedany na złom w cztery lata później.

## Projekt i budowa
Lotniskowce typu Colossus zostały zaplanowane jako jednostki mające szybko dostarczyć dużą liczbę jednostek lotniczych. Ich projekt bazował na lotniskowcach typu Illustrious, ale zmodyfikowano go by umożliwić szybszą budowę w prywatnych stoczniach. „Perseus” nie został zakończony według pierwotnych planów: sukces lotniskowca-okrętu warsztatowego HMS „Unicorn” spowodował modyfikację jednostki znajdującej się w budowie. Między innymi ukończono go bez katapult.
„Perseus” miał długość całkowitą 211,8 m, szerokość 24,5 m, zanurzenie 7 m przy wyporności głębokiej, a wyporność standardową 12 265 długich ton. Każdy z dwóch zestawów turbin parowych systemu Parsonsa napędzał jedną śrubę. Parę zapewniały cztery kotły Admiralicji produkujące parę o ciśnieniu 400 psi. Turbiny miały maksymalną moc projektową 40 000 shp i rozpędzały okręt do prędkości 25 węzłów. Okręt mógł pomieścić zapas 3196 ton paliwa płynnego, co dawało zasięg 8500 mil przy prędkości 11 węzłów.
By zmaksymalizować miejsce dla warsztatów i magazynów, na okręcie nie zamontowano lin hamujących na pokładzie lotniczym oraz katapult. Na pokładzie umieszczono dwa pomieszczenia: w pobliżu wyspy na lewej burcie oraz z tyłu pokładu lotniczego. Okręt miał jeden hangar o wysokości 5,33 m. Samoloty były transportowane pomiędzy hangarem a pokładem przez dwa podnośniki, każdy z nich miał wymiary 10,4 m × 13,7 m. Dwa duże dźwigi były zamontowane na pokładzie lotniczym, by przemieszczać samoloty i zapasy na i z pokładu lotniczego. Okręt przewoził także dwie małe lichtugi z własnym napędem, które pozwalały na przeniesienie samolotów niezdolnych do lotów z nabrzeża na okręt i z powrotem. Zapas paliwa lotniczego wynosił 448 000 l. Załoga okrętu składała się z 854 ludzi, dodatkowe 222 osoby były zatrudnione w załodze remontowej.
Okręt był wyposażony w sześć czterodziałowych podstaw dział kal. 40 mm („pom-pom”). Mogły one operować z kątami podniesienia pomiędzy −10° a +80°. Działo Mk VIII strzelało pociskiem kalibru 40 mm o masie 0,41 kg z prędkością wylotową 590 m/s na odległość 3500 m. Szybkostrzelność działa wynosiła 96-98 pocisków na minutę. Okręt wyposażono także w 19 dział Bofors 40 mm na pojedynczych podstawach. Strzelały one pociskiem o masie 0,326 kg z prędkością wylotową 880 m/s. Miały szybkostrzelność około 120 pocisków na minutę i maksymalny zasięg 9830 m. Wszystkie działa były zamontowane na pokładzie lotniczym, a nie na sponsonach na bokach kadłuba, jak na jego okrętach półsiostrzanych ukończonych jako klasyczne lotniskowce.
Okręt zamówiono pod nazwą „Edgar” 14 marca 1942 roku. Stępkę położono w stoczni Vickers-Armstrong w Newcastle-upon-Tyne 1 stycznia 1943 roku, a zwodowany został 26 marca 1944 roku. Okręt przemianowano na „Perseus” w lipcu 1944 roku, po podjęciu decyzji o ukończeniu go jako okrętu warsztatowego dla samolotów. Budowę zakończono 19 października 1945 roku.

## Służba
„Perseus” dotarł do Portsmouth 24 października 1945 roku, po zakończeniu II wojny światowej. Rozpoczął tam pierwsze rejsy szkoleniowe. 17 listopada wypłynął do Australii. Do Sydney dotarł 21 grudnia, w sam raz by objąć dowództwo nad demontażem systemu „Air Train”, który wspierał brytyjską Flotę Pacyfiku. Okręt opuścił Melbourne 26 marca 1946 roku wracając na Wyspy Brytyjskie i przewożąc ładunek samolotów. Do Rosyth dotarł 17 maja, tam też został przesunięty do rezerwy.
W 1950 roku „Perseus” został wyposażony w eksperymentalną katapultę parową. Została ona umieszczona na dziobie istniejącego pokładu lotniczego, a pomieszczenie usytuowane po lewej stronie wysepki lotniskowca zostało usunięte, by zwolnić miejsce. Przy pomocy tej katapulty przeprowadzono około 1560 odpaleń. Ponad tysiąc pierwszych polegało na wystrzeleniu ładunków z kołami, stopniowo zwiększano obciążenie. Następnie wystrzeliwano samoloty bez załogi i z obciętymi skrzydłami by zredukować ich zdolność szybowania. Ostatnie testy przeprowadzono na załogowych samolotach każdego typu używanego przez Fleet Air Arm. Po zakończeniu testów okręt dotarł 14 stycznia 1952 roku do Filadelfii, by zademonstrować katapultę United States Navy. W tym czasie Brytyjczycy i Amerykanie przeprowadzili 127 wystrzeleń załogowych samolotów. „Perseus” wrócił do Portsmouth 21 marca i z jego pokładu usunięto katapultę. Cały pozostający na pokładzie sprzęt warsztatowy został usunięty, a okręt został przebudowany na lotniskowiec transportowy (ang. ferry carrier).
10 grudnia wyruszył w rejs wioząc helikoptery Westland Whirlwind z 848. eskadry do Singapuru, gdzie dotarł 8 stycznia 1953 roku. Do Portsmouth wrócił 11 lutego. 16 marca załadował w Norfolk część stu samolotów Grumman TBF Avenger przekazanych Royal Navy w ramach Mutual Defense Assistance Act. Do Norfolk wrócił ponownie 29 kwietnia, by załadować pozostałe samoloty. W lipcu „Perseus” został wyposażony w tymczasowe trybuny przeznaczone dla VIPów i prasy, które były używane w czasie przeglądu floty z okazji koronacji Elżbiety II. W tym samym roku okręt odbył podróż na Daleki Wschód transportując żołnierzy i zapasy.
20 stycznia 1954 roku na pokład przyleciała 706. eskadra, jednostka drugiego rzutu, by przeprowadzić próby helikoptera Whirlwind w wersji ZOP. Okazały się one tak pomyślne, że eskadra została później przemianowana na 845. eskadrę, a „Perseus” przewiózł ją na Maltę w kwietniu 1954 roku. Okręt kontynuował rejs z zapasami przeznaczonymi dla Korei do Singapuru. Po powrocie na Wyspy Brytyjskie został przesunięty do rezerwy 12 lipca. Admiralicja planowała przebudowę go na okręt-bazę okrętów podwodnych i kadłub został przeholowany do Belfastu w celu rozpoczęcia prac w 1955 roku. Cięcia związane z 1957 Defence White Paper spowodowały anulowanie przeróbki. Okręt został przeholowany do Gare Loch, gdzie miał czekać na decyzję o dalszych losach. „Perseus” został sprzedany na złom w maju 1958 roku i przeholowany do Port Glasgow, gdzie rozpoczęto prace złomowe.